# بيل ميلينديز
بيل ميلينديز (بالإنجليزية: Bill Melendez) (و. 1916 – 2008 م) هو رسام رسوم متحركة، ومخرج أفلام، ومنتج أفلام، وكاتب سيناريو من الولايات المتحدة، والمكسيك، ولد في ارموسييو سونورا، توفي في سانتا مونيكا، كاليفورنيا، عن عمر يناهز 92 عاماً.

## التعليم
تعلم في Chouinard Art Institute ‏ (العقد 1930–العقد 1930).

## جوائز وترشيحات
حصل على جوائز منها:
- جائزة وينسر مكاي (1979).[8]

ترشح لـ:
- جائزة الأوسكار لأفضل فيلم موسيقي أصلي، عن عمل: A Boy Named Charlie Brown [الإنجليزية]‏.

## وصلات خارجية
- بيل ميلينديز على موقع IMDb (الإنجليزية)
- بيل ميلينديز على موقع ألو سيني (الفرنسية)
- بيل ميلينديز على موقع ميوزك برينز (الإنجليزية)
- بيل ميلينديز على موقع أول موفي (الإنجليزية)
- بيل ميلينديز على موقع قاعدة بيانات الأفلام السويدية (السويدية)
- بيل ميلينديز على موقع إن إن دي بي (الإنجليزية)
- بيل ميلينديز على موقع ديسكوغز (الإنجليزية)
- بيل ميلينديز على موقع قاعدة بيانات الفيلم (الإنجليزية)
- بيل ميلينديز على موقع كينوبويسك (الروسية)